# Parelhagedis
De parelhagedis (Timon lepidus) is een hagedis die tot de familie echte hagedissen (Lacertidae) behoort. De soort had tot voor kort de wetenschappelijke naam Lacerta lepida waardoor deze naam nog wordt gebruikt in de literatuur.
De hagedis komt voor op het Iberisch Schiereiland, het verspreidingsgebied loopt zuidelijk in een smalle strook door tot in Italië.
De parelhagedis is een van de grootste Europese hagedissen en de grootste soort uit de familie echte hagedissen. De grotere mannetjes worden 70 tot 80 centimeter lang en de kleinere vrouwtjes worden tot 50 cm lang. De hagedis heeft een groene kleur waarbij vooral de mannetjes rijen blauwe vlekken aan de flanken hebben.
De parelhagedis eet voornamelijk insecten maar heeft ook wat grotere prooien op het menu staan. Voorbeelden zijn kleinere hagedissen, jonge vogels en andere kleine gewervelden, die actief worden bejaagd. Daarnaast worden ook wel plantendelen gegeten zoals fruit.

## Verspreiding

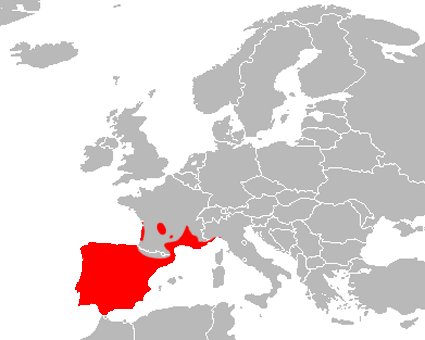
Verspreiding in het rood.

Het verspreidingsgebied van de parelhagedis beslaat het westelijke deel van het Middellandse Zeegebied. Het grootste deel van het areaal bevindt zich op het Iberisch Schiereiland in grote delen van Portugal en Spanje, inclusief Gibraltar. De hagedis komt oostwaarts verder voor langs de Middellandse Zeekust van zuidelijk Frankrijk tot in noordwestelijk Italië.
In zowel Spanje en Portugal komt de soort door het gehele land voor, de Pyreneeën vormt als bergketen een natuurlijke barrière. In Frankrijk komt de parelhagedis voor in de zuidelijke kuststreek langs de Middellandse Zee. Het betreft een brede strook langs de kust met afgebakende uitschieters landinwaarts langs het rivierdal in het westen van Toulouse tot de kustplaats Narbonne. Ook in het brede rivierlaagland langs de Rhône komt de soort voor tot grofweg ten zuiden van Lyon. Verder zijn in Frankrijk enkele geïsoleerde populaties bekend die versnipperd door het land voorkomen.
De grootste hiervan bevindt zich ten zuidwesten van het Centraal Massief, tussen grofweg de steden Brive en Cahors. Ten zuidoosten hiervan is een veel kleiner verspreidingsgebied bekend langs de rivier Tarn, uit de omgeving rond de stad Roquefort. Een andere geïsoleerd deel van het verspreidingsgebied beslaat een smalle kuststrook van de Franse departementen Gironde en Landes. Dit laaggelegen gebied is rijk aan grote meren. De parelhagedis komt ten slotte in het noordelijkste deel van het areaal voor op het Franse eiland Oléron, dat gelegen is ter hoogte van de plaats Rochefort.
In Italië is de parelhagedis alleen in het uiterste noordwestelijke deel te vinden. De hagedis komt hier voor in Ligurië, meer specifiek de provincies Imperia en Savona. Een geïsoleerde populatie is aangetroffen rond de stad Genua, deze waarnemingen zijn echter niet recentelijk gedaan maar stammen van voor 1995 zodat getwijfeld wordt of de soort hier nog voorkomt.

## Uiterlijke kenmerken

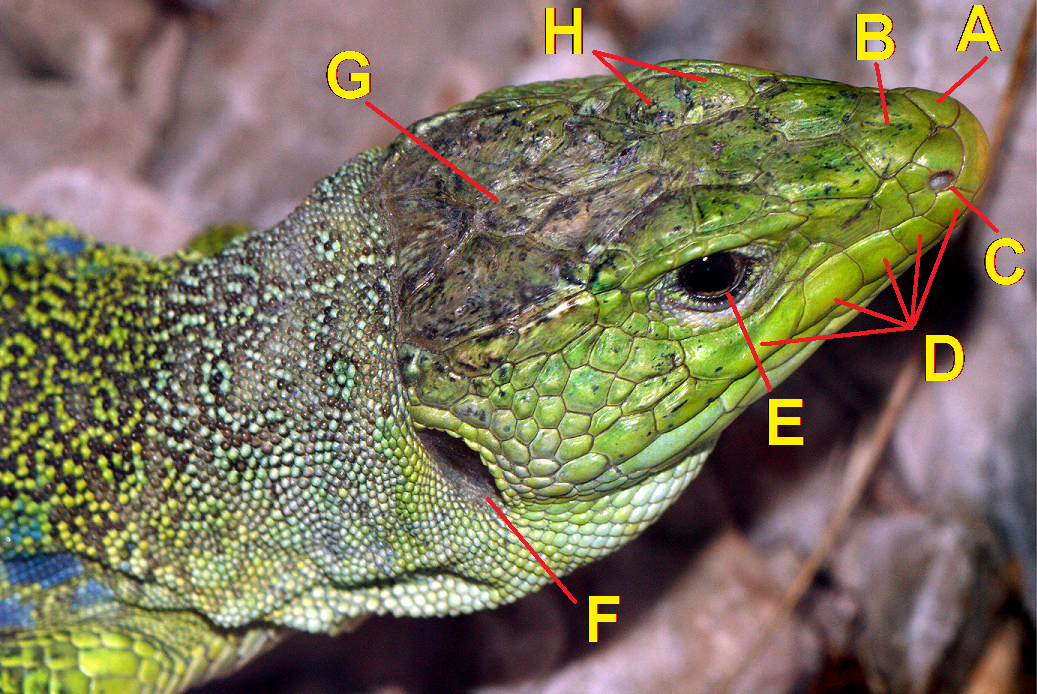
Enkele kenmerken van de kop.

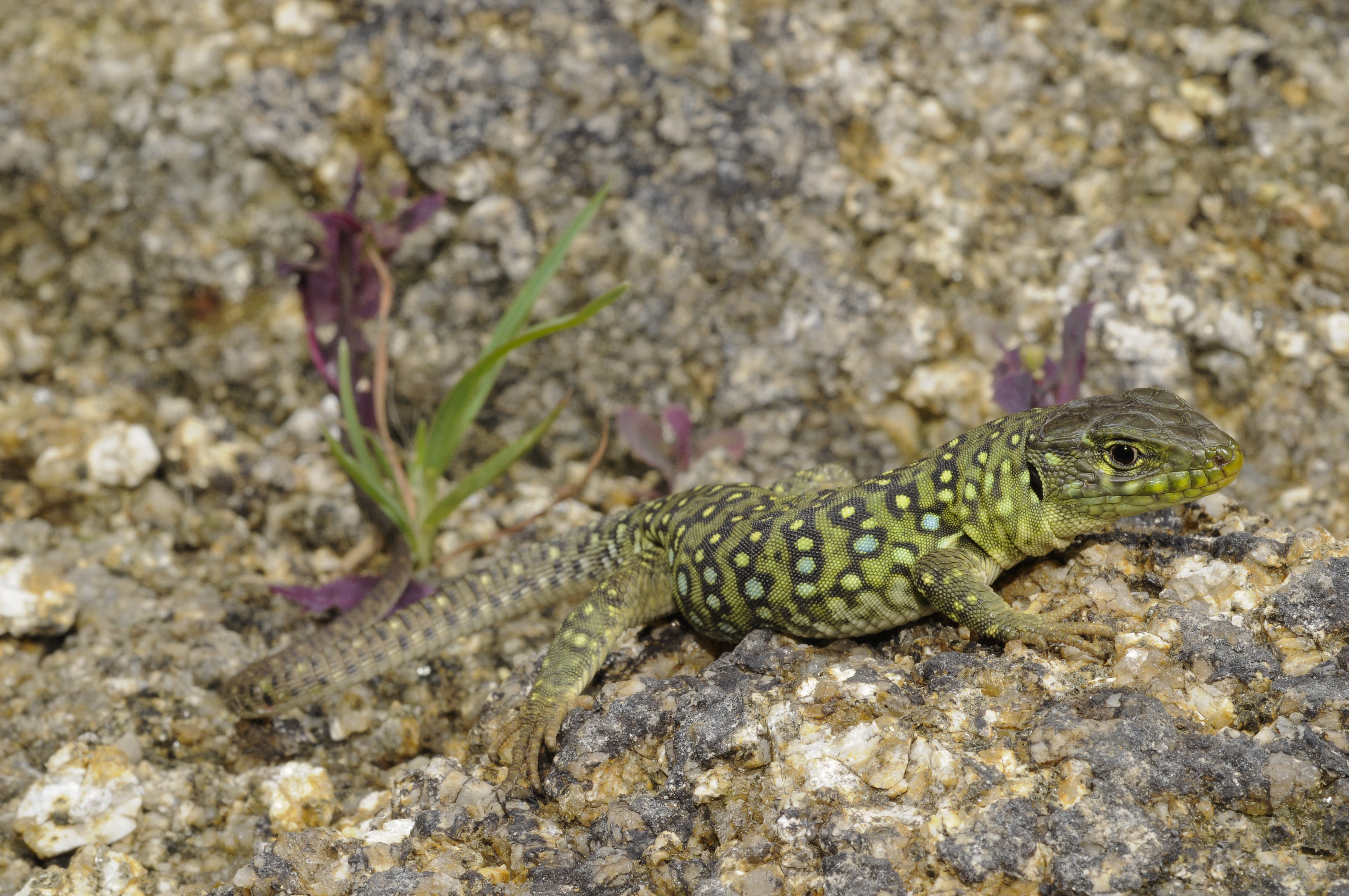
Een juveniel heeft een tekening met duidelijke oogvlekken.

De parelhagedis is de grootste soort die tot de echte hagedissen wordt gerekend, de mannetjes kunnen inclusief staart bijna een meter lang worden. Het is tevens de grootste Europese hagedis met poten, alleen sommige pootloze hagedissen worden langer, zoals de tot bijna anderhalve meter lange scheltopusik (Pseudopus apodus). De parelhagedis is daarnaast makkelijk van andere hagedissen te onderscheiden aan de lichaamskleuren, ook de juvenielen. Een volwassen exemplaar heeft een groene basiskleur met blauwe vlekken aan de flanken en is alleen al aan de lengte te herkennen.
Op de rugzijde is een fijn patroon van fijne, zwarte vlekjes aanwezig die een grillig patroon van zwarte cirkels vormt. Het geheel doet zowel denken aan een nettekening als aan een luipaardtekening. Aan de flanken zijn enkele rijen van deze vlekjes voorzien van een opvallend blauw centrum, de vlekjes komen bij beide seksen voor maar zijn vooral duidelijker bij de mannetjes, die in de regel vaak ook meer vlekken hebben. De poten en de kop zijn niet getekend en uniform groen van kleur. De buikzijde is lichter tot wit van kleur tot zelden groen, bij de mannetjes neigt de buikzijde meer naar geel. Zonnende dieren hebben altijd meer intense kleuren dan rustende exemplaren.
Wat direct opvalt aan de huid van de rug zijn de vergrote, korrelige schubben, die doen denken aan kleine pareltjes. Hieraan is de naam 'parel'hagedis te danken, en dus niet aan de vlekken zoals weleens wordt beweerd. De schubben op de kop zijn juist erg plat en dik, in het centrum van de zogenaamde pariëtale schub is een kleine opening aanwezig, die vooral bij de juvenielen dieren goed te zien is. Dit is het zogenaamde derde oog, dit is een zintuiglijk fotoreceptorisch (zicht)orgaan dat geen beelden of kleuren kan waarnemen zoals de twee ogen aan de voorzijde van de kop maar alleen grote lichtverschuivingen van boven kan opmerken, zoals een aanstormende roofvogel.
De mannetjes worden een stuk groter dan de vrouwtjes en zijn ook zwaarder en opvallend forsgebouwd. De kop van een mannetje is aanmerkelijk groter en breder dan die van een vrouwtje. Dit is echter het duidelijkst te zien bij een paartje. De mannetjes hebben een kopromplengte van ongeveer 20 centimeter en bereiken een totale lengte van 60 tot 80 centimeter, de vrouwtjes worden niet langer dan 50 cm. Het grootste bekende exemplaar was meer dan 90 centimeter lang. Alleen exemplaren met een ongeschonden staart kunnen een dergelijke lengte bereiken, als de staart is afgeworpen groeit deze weliswaar weer aan maar wordt nooit meer zo lang als de originele staart. Mannetjes hebben ten slotte duidelijk grote femorale poriën, dit zijn vergrote poriën aan de onderzijde van de dijen van het mannetje die geurstoffen afscheiden.
De jonge hagedissen of juvenielen zijn meestal grasgroen maar soms bruin van kleur en hebben altijd duidelijk afstekende gele, zwartomrande vlekken die in regelmatige dwarsrijen zijn gelegen. Bij de subadulte dieren vervagen de duidelijk van elkaar af staande oogvlekken tot de nettekening van het adulte kleed.

### Onderscheid met andere soorten
De parelhagedis is alleen te verwarren met de halsbandhagedissen uit het geslacht Lacerta. Deze groep van vier aan elkaar verwante soorten heeft net als de parelhagedis een overwegend heldere, grasgroene kleur en worden tevens erg groot, variërend van 40 tot 60 centimeter inclusief staart. De vier soorten smaragdhagedissen zijn de oostelijke smaragdhagedis (Lacerta viridis), de reuzensmaragdhagedis (Lacerta trilineata), de Iberische smaragdhagedis (Lacerta schreiberi) en de Kaspische smaragdhagedis (Lacerta strigata). Geen van deze soorten heeft oogvlekken en bovendien is er in het wild geen verwarring mogelijk omdat de verspreidingsgebieden nogal verschillen.

## Levenswijze

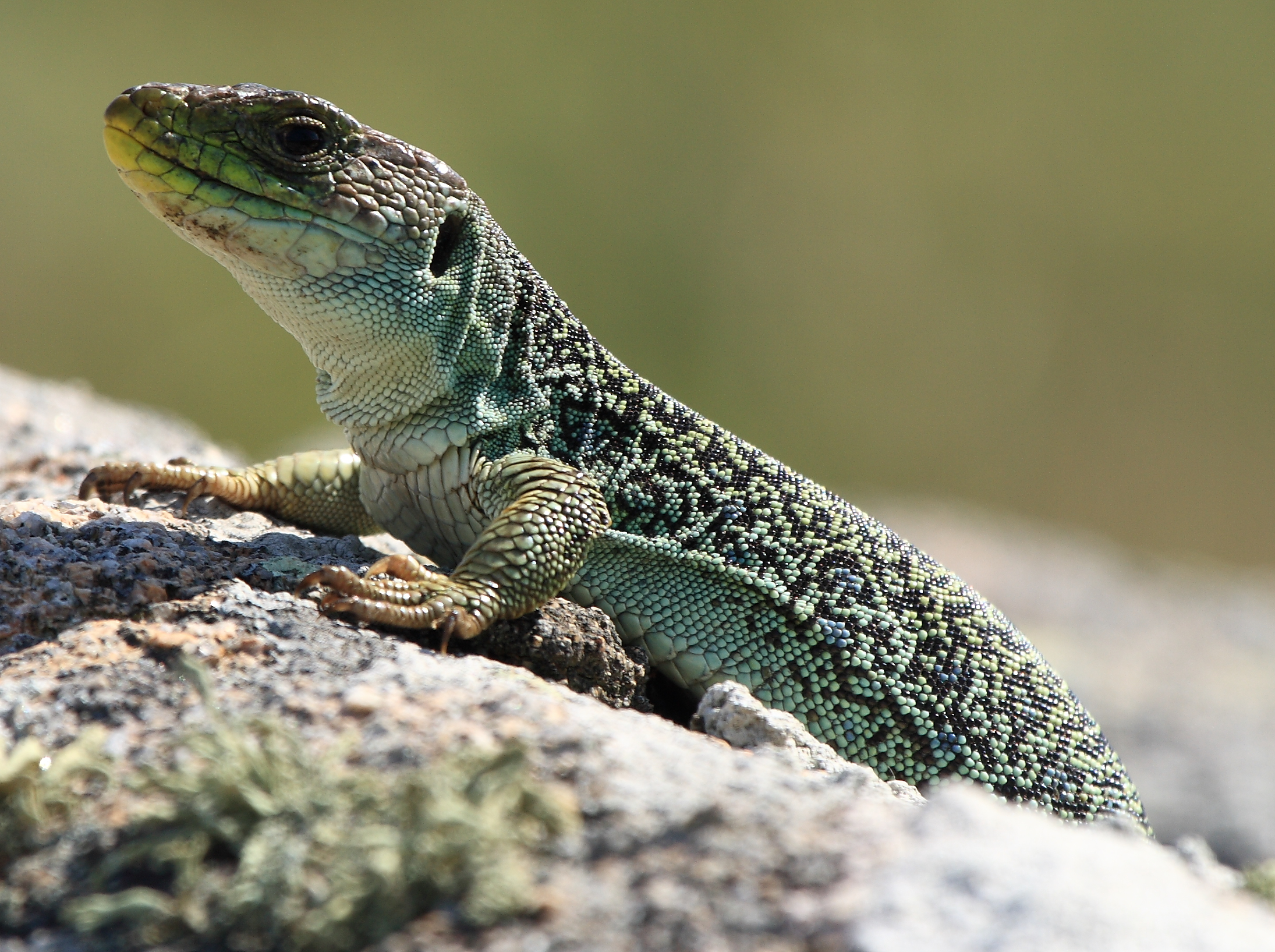
De parelhagedis neemt graag een zonnebad.

De parelhagedis is een dagactieve soort die zich bij slecht weer en 's nachts ophoudt in een ondergrondse schuilplaats. Deze bestaat vaak uit een oud hol van een knaagdier, een rotsspleet of een opening tussen boomwortels. Alleen tijdens warme en liefst zonnige weersomstandigheden komt de hagedis tevoorschijn. Met grote regelmaat wordt een zonnebad genomen om op te warmen.
De parelhagedis is een typische bodembewoner die soms wel in bomen klimt om naar voedsel te zoeken maar nooit om te vluchten. Zodra de hagedis gevaar opmerkt schiet het dier razendsnel in het ondergrondse schuilkwartier. Als de hagedis wordt benaderd door een relatief kleine vijand, zoals een hond of een kat, wordt dreiggedrag vertoond door met opengesperde bek en een met lucht volgezogen lichaam te imponeren, waarbij sissende geluide worden geproduceerd. Als een niet zelden de aanval gekozen. De parelhagedis probeert hierbij zijn belager in het gelaat te bijten, wat overigens ook bij vechtende mannetjes wordt gezien. Door de zeer krachtige beet en de scherpe tandjes druipen veel vijanden direct weer af. Het is ook voor de mens aan te raden het dier niet in het nauw te drijven vanwege de pijnlijke beet, maar de hagedis is niet aan te merken als gevaarlijk.
De parelhagedis houdt gedurende de winter een winterslaap in een ondergrondse schuilplaats die wel het winterkwartier wordt genoemd. Hierin schuilt de hagedis gedurende de koele wintermaanden. Rond februari en maart wordt de schuilplaats verlaten en zoeken de mannetjes en vrouwtjes elkaar op voor de voortplanting.

### Voortplanting

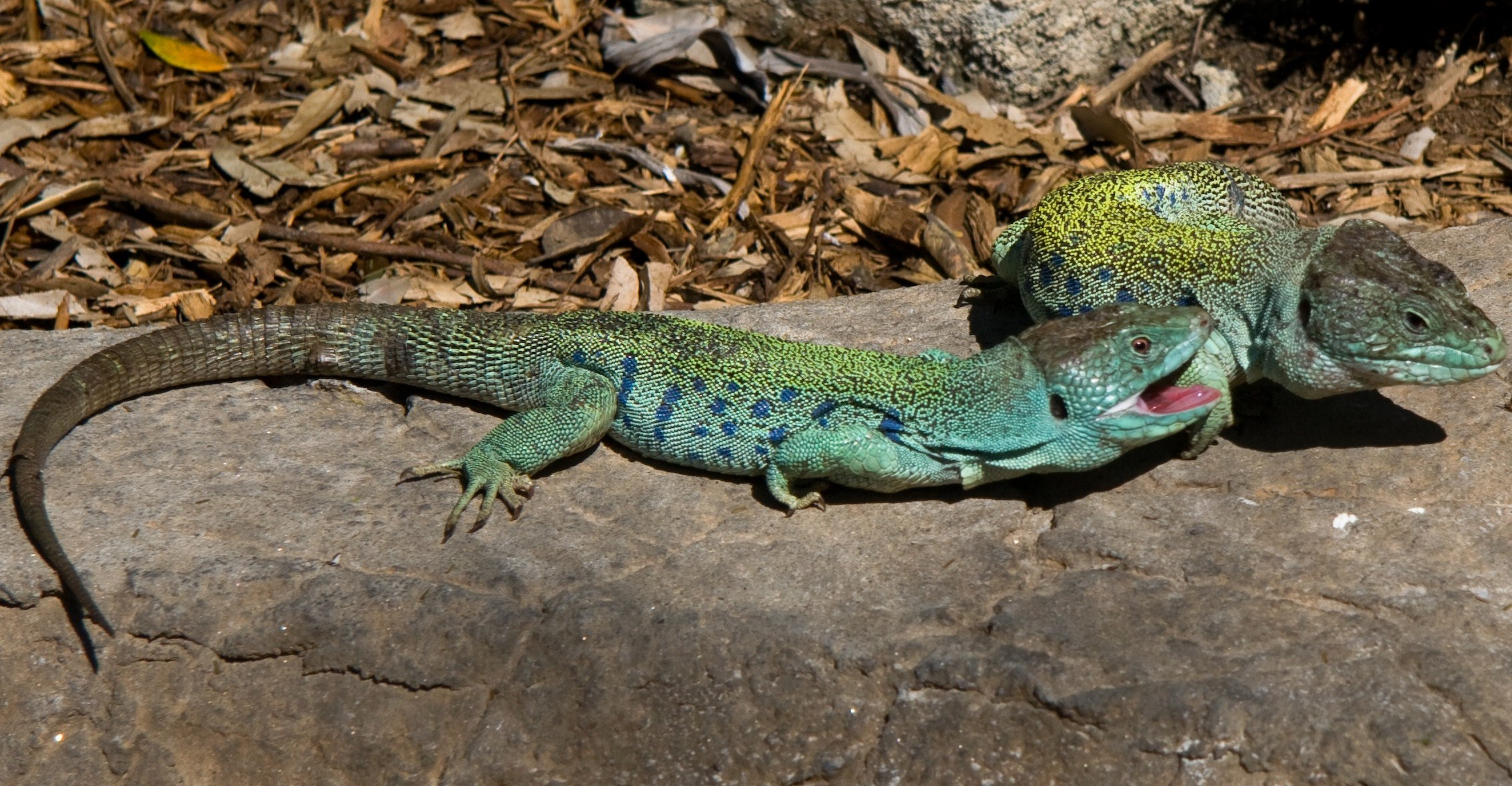
Twee vechtende mannetjes.

De mannetjes bevechten elkaar fel waarbij ze om elkaar heen draaien en elkaar in de kop proberen te bijten. Het dier raakt hierbij niet zelden gewond en veel oudere mannetjes dragen de littekens van dergelijke gevechten. In de regel wint het grootste mannetje waarbij de verliezer afdruipt. De mannetjes kunnen bij het claimen van een vrouwtje ook agressief zijn tegen vrouwtjes wat tot verwondingen kan leiden.
Tijdens de paring kronkelt het mannetje zijn lichaam zo dat zijn hemipenis contact kan maken met cloaca van het vrouwtje. Hij bijt haar hierbij vlak voor de achterpoten en slaat een poot om de staartwortel van het vrouwtje. Net als andere hagedissen hebben de mannetjes een gevorkte penis zodat ze zowel vanaf de linkerzijde als vanaf de rechterzijde contact kunnen maken. Bij parende hagedissen zit de staart namelijk in de weg.
De eieren worden rond april en mei afgezet in de bodem, vaak tussen stenen of boomwortels. Ze zijn wit van kleur en hebben een papier-achtige schaal die enigszins flexibel is. Na een incubatieperiode van ongeveer drie maanden komen de juvenielen tevoorschijn, die ongeveer 6 centimeter lang zijn. De juvenielen eten kleine ongewervelden en moeten oppassen voor vele dieren, inclusief grotere soortgenoten. De jonge hagedissen lijken niet op hun ouders door de heldere groene kleur en opvallende, in rijen gerangschikte vlekken, zie ook onder het kopje kenmerken.
Na twee jaar zijn de mannetjes volwassen, de vrouwtjes pas na drie tot vier jaar. In de natuur wordt de parelhagedis ongeveer vijf jaar oud maar onder gunstige omstandigheden kan het dier in gevangenschap een leeftijd bereiken van twaalf jaar.

### Voedsel
De parelhagedis is door zijn lengte in staat veel grotere prooien te bemachtigen dan andere echte hagedissen. De hagedis grijpt niet alleen insecten en kleine gewervelden als muizen maar ook grotere gewervelden zoals andere reptielen worden buitgemaakt. Zowel andere hagedissen als kleine slangen en ook de eigen jongen zijn niet veilig want net als andere hagedissen is de parelhagedis kannibalistisch. Verder staan kleine vogels en vogeleieren op het menu die door de hagedis uit het nest worden gehaald. De parelhagedis kan goed klimmen tijdens het foerageren hoewel het een overwegend terrestrische soort is.
Oudere exemplaren eten ook wel plantendelen zoals afgevallen fruit. Ook van andere echte hagedissen is wel bekend dat ze naast insecten ook wel plantaardig voedsel eten, maar deze soorten leven op kleine eilanden zoals de pityusenhagedis (Podarcis pityusensis). Aangenomen wordt dat het aanbod van insecten hier te klein is waardoor de dieren plantendelen moeten eten.

### Vijanden

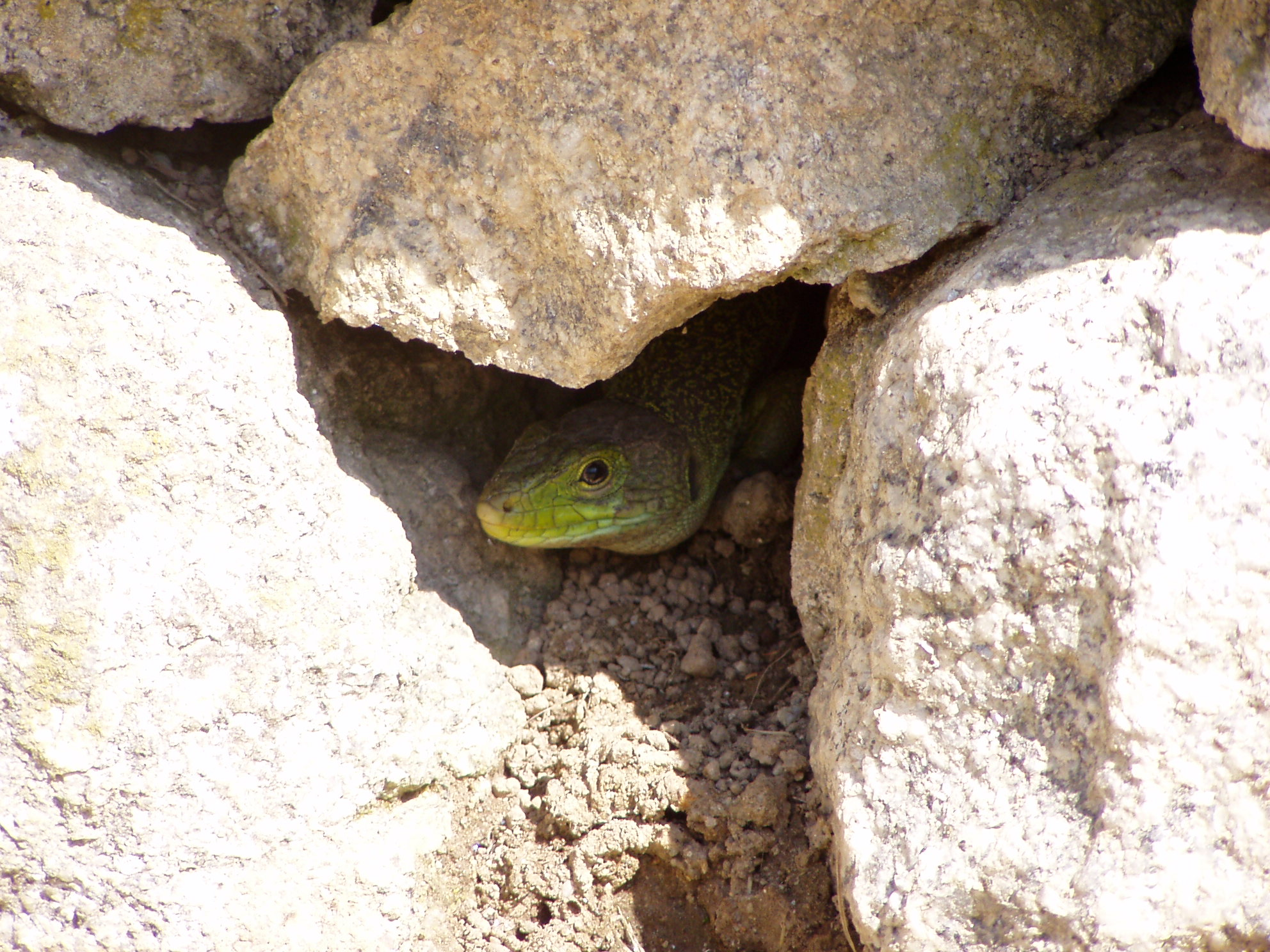
De parelhagedis bewoont moeilijk bereikbare schuilplaatsen zoals spleten tussen rotsblokken.

Grote exemplaren die een lengte van een meter naderen hebben vrijwel geen natuurlijke vijanden meer omdat ze simpelweg te groot en te zwaar zijn voor veel slangen en kleinere rovende vogels. Grotere roofvogels maken echter jacht op de parelhagedis en ook sommige slangen zijn een belangrijke vijand, zoals de hagedisslang (Malpolon monspessulanus). Deze laatste soort heeft een overeenkomend verspreidingsgebied en kan in de kleinste rotsspleten kruipen.
De parelhagedis vertoont erg schuw gedrag, de hagedis zont en jaagt vaak vlak bij het hol en schiet bij verstoring met veel geritsel naar de schuilplaats. Deze bestaat vaak uit een oud konijnenhol, rotsspleet of andere ondergrondse ruimte.
De mens speelt voornamelijk een negatieve rol door het aanpassen van de leefomgeving zodat deze ongeschikt wordt voor de parelhagedis. De hagedis is gebaat bij rommelige landschappen waar prooidieren op afkomen en waar tevens geschuild kan worden. Dergelijke omgevingen worden echter steeds zeldzamer.
De hagedis wordt in sommige Spaanse streken wel beschouwd als delicatesse en is het hoofdingrediënt van een gerecht genaamd lagarto con tomate. Dit is een stoofpot die bestaat uit het in schijfjes gesneden hagedissenvlees dat vervolgens in olijfolie gegaard wordt met tomaten en uien.

## Naamgeving en taxonomie
De wetenschappelijke naam van de parelhagedis werd voor het eerst voorgesteld door François Marie Daudin in 1802 als Lacerta lepida.Tot enkele jaren geleden werd deze soort tot het geslacht Lacerta gerekend. In veel literatuur wordt deze oude naam nog gebruikt voor de hagedis. Omdat het niet gebruikelijk is dat een soortnaam ook mee verandert, duikt ook de naam Timon lepida wel op, maar deze naam is onjuist. De wetenschappelijke soortnaam lepidus verwijst naar het Latijnse woord lepidus, dat 'elegant/charmant' betekent en niet verward moet worden met het Oudgriekse woord λεπίς (lepis) (schub). Overigens kwam lepis ook als Grieks leenwoord in het Latijn voor bij Plinius de Oudere.
De Nederlandse naam parelhagedis slaat op de ronde, glanzende schubben op met name de rug, die doen denken aan ingelegde parels. Ook in andere talen verwijst de naam naar de huid, zoals het Duitse perleidechse en het Poolse Jaszczurka perłowa. In andere talen wordt verwezen naar de lichte maar donker omrande, oogachtige vlekken of ocelli op het lichaam, zoals het Engelse ocellated lizard en het Franse Lézard ocellé.

### Ondersoorten
Er worden tegenwoordig drie ondersoorten erkend, die voornamelijk verschillen in verspreidingsgebied, maar ook wel morfologische afwijkingen vertonen. Zo worden de tanden van de ondersoort Timon lepidus ibericus naar achteren toe groter en onregelmatiger van vorm. De wetenschappelijk ondersoortnaam van Timon lepidus oteroi, die pas in 1998 is beschreven, wordt soms wel gespeld als oteroorum, maar deze naam wordt beschouwd als ongeldig. De voormalige ondersoort Timon lepidus nevadensis wordt tegenwoordig als een aparte soort gezien; Timon nevadensis. 
Onderstaand de verschillende ondersoorten met hun verspreidingsgebied en de auteur.
| Naam                   | Auteur                    | Verspreidingsgebied                                                                                    |
| ---------------------- | ------------------------- | --- |
| Timon lepidus ibericus | López-Seoane, 1884        | Noordwestelijke deel van het areaal.                                                                   |
| Timon lepidus lepidus  | Daudin, 1802              | Komt voor in het grootste deel van het verspreidingsgebied, overal waar andere ondersoorten ontbreken. |
| Timon lepidus oteroi   | Castroviejo & Mateo, 1998 | Noordwestelijk Spanje                                                                                  |